# Globisinum
Genre
Globisinum est un genre de mollusques gastéropodes de la famille des Naticidae. L'espèce-type est Globisinum drewi.

## Liste d'espèces
Selon World Register of Marine Species (29 octobre 2017) :
- Globisinum crassiliratum Finlay, 1926 †
- Globisinum drewi (Murdoch, 1899)
- Globisinum miocaenicum (Suter, 1917) †
- Globisinum spirale (P. Marshall, 1917) †